# Agaricia lamarcki
Agaricia lamarcki är en korallart som beskrevs av Milne Edwards och Jules Haime 1851. Agaricia lamarcki ingår i släktet Agaricia och familjen Agariciidae. IUCN kategoriserar arten globalt som sårbar. Inga underarter finns listade i Catalogue of Life.